# Sveti Bartol
Sveti Bartol, Bartolomej ili Bartul (grč. Βαρθολομαῖος – Bartholomaíos, lat. Bartholomaus) jedan je od dvanaestorice Isusovih apostola.

## Životopis
Ime Bartolomej potječe od aramejske riječi „bar-Tôlmay” koja znači Talmajev (Ptolomejev) sin. U Novom zavjetu, spominje se Natanael. Smatra se, da je to drugo ime apostola Bartola. U to vrijeme, kod Židova neki ljudi bili su poznati pod dva imena. Spominje se kao Bartolomej u popisu apostola: "ovo su imena dvanaestorice: Šimun, zvani Petar, i njegov brat Andrija; Jakov Zebedejev (stariji) i brat mu Ivan; Filip i Bartolomej; Toma i Matej, carinik; Jakov (mlađi) Alfejev i Juda Tadej; Šimun Kanaanac (Kananej) i Juda Iskariotski (Iškanotski), koji ga izdade" (Mt 10,2-4). 
Na početku Djela apostolskih, naveden je među apostolima, koji su nazočili Isusovom uzašašću na nebo. U Evanđeljima po Marku, Mateju i Luki, Bartol se spominje u društvu s apostolom Filipom, dok je u Evanđelju po Ivanu, uz Filipa naveden Natanael (smatra se da su Bartol i Natanael ista osoba). U istom Evanđelju opisan je početni susret Isusa s Filipom i Natanaelom, u kojem je Natanael prvo bio skeptičan, a zatim je priznao Isusa kao Sina Božjega i kralja Izraela (Iv 1,45-51). Isus ga je već kod prvog susreta pohvalio kao "pravog Izraelca u kojem nema lukavstva", dakle, kao jednostavna, poštena, dobronamjerna i iskrena čovjeka. Na kraju Ivanova Evanđelja, Natanael je jedan od učenika, kojima se Isus ukazao na Tiberijanskom jezeru nakon uskrsnuća. 
Euzebije Cezarejski piše kako je apostol Bartol, nakon Isusova uzašašća na nebo, otišao na misijsko putovanje u Indiju, gdje je ostavio kopiju Evanđelja po Mateju. Po nekim drugim spisima, naučavao je i u Mezopotamiji, Iranu, Likoniji itd. 

## Štovanje
Smatra se, da je zajedno s apostolom Judom Tadejem, donio kršćanstvo u Armeniju. Armenska apostolska Crkva smatra ih svecima zaštitnicima. U 13. stoljeću sagrađen je manastir sv. Bartola na mjestu, gdje se smatra da je umro mučeničkom smrću. Manastir se nalazi u jugoistočnoj Turskoj. Mučen je na vrlo okrutan način. Ogulili su mu kožu i odrubili mu glavu. To je ovjekovječio Michelangelo u Sikstinskoj kapeli prikazavši na svojoj veličanstvenoj slici Posljednjega suda sv. Bartola kako oderan drži svoju kožu u ruci. Na toj je koži umjetnik načinio svoj portret.
Relikvije sv. Bartola u starom vijeku promijenile su više mjesta. Bile su u Siriji pa na Liparskim otocima, zatim u gradu Beneventu, dok ih car Oton II. nije odnio u Rim gdje su i danas u svetištu sv. Bartola. Dio relikvija je u Frankfurtu i u katedrali u Canterburyju u Engleskoj. Za vrijeme II. svjetskog rata, fašisti su na Liparskim otocima željeli otopiti srebrni kip sv. Bartola, jer su im nedostajali novci. Kip je na vagi pokazao jako malu težinu pa su odustali. U stvarnosti kip je prilično težak pa se smatra čudom to što se dogodilo. Uz sv. Bartola vezano je još čuda vezanih za težinu predmeta. Sveti Bartol se spominje u djelu "The New Atlantis" Francisa Bacona.
Bartolovo je kršćanski liturgijski spomendan koji se slavi 24. kolovoza u čast sv. Bartolomeja. U hrvatskoj tradiciji, Bartolovo je posebno značajno za vinogradare i poljoprivrednike. Glavna tradicija je podizanje klopotca u vinogradu – drvene naprave koja služi za tjeranje ptica s grožđa i nagovještava približavanje berbe. Uz Bartolovo, glavne vinogradarske svetkovine su: Vincekovo, Urbanovo i Martinje.